# Luis Climent Asensio
Luis Climent Asensio   (Requena, 12 de novembre de 1966) és un pilot de ral·li retirat de la dècada dels anys 90 del segle xx, que va competir habitualment al Campionat d'Espanya de Ral·lis d'Asfalt, al Campionat d'Espanya de Ral·lis de Terra i al Campionat Mundial de Ral·lis. Va ser campió d'Espanya de ral·lis l'any 1996. És germà de l'actor Joaquín Climent Asensio.

## Trajectòria

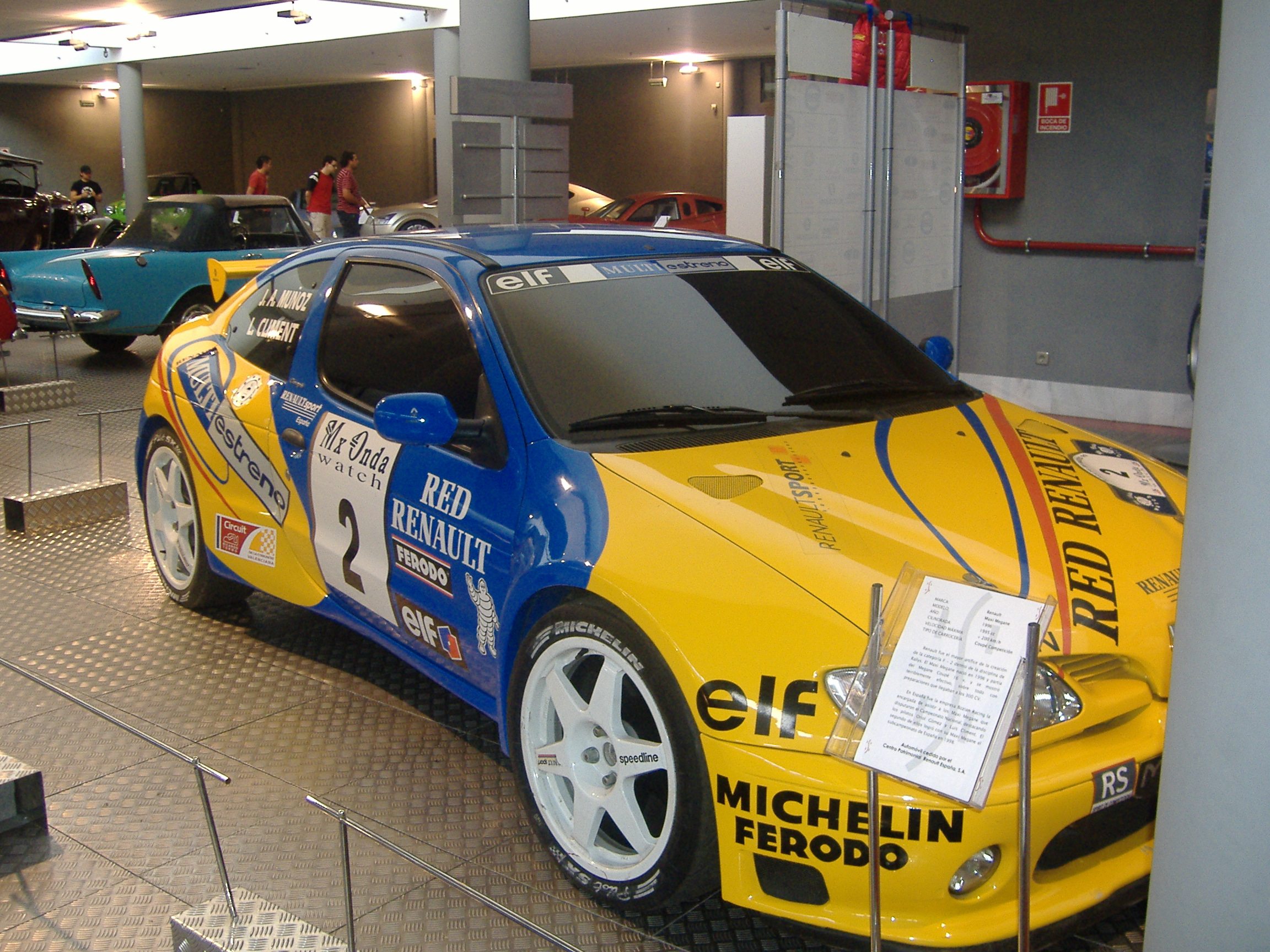
Renault Mégane de Luis Climent.

Climent s'inicia al ral·li disputant proves dins del País Valencià amb un Opel Corsa 1.3, disputant els anys 1987 i 1988 el Trofeu Corsa monomarca dins del Campionat d'Espanya de Ral·lis d'Asfalt. En els anys següents disputaria proves del Campionat d'Espanya amb Opel aconseguint actuacions força destacades. L'any 1991 debuta al Campionat Mundial de Ral·lis disputant el Ral·li de Catalunya amb un Opel Astra.
En 1993 es converteix definitivament en pilot oficial d'Opel Espanya pel Campionat Nacional amb un Opel Astra GSI 16v, finalitzant subcampió, tan sols superat pel seu company d'equip Mia Bardolet. L'any següent tornaria a quedar-se a les portes del títol nacional amb grans actuacions i victòries com el Ral·li de Sierra Morena, però seria superat pel català Oriol Gómez i el seu Renault Clio 16V. Aquell any també disputaria el Campionat d'Espanya de Ral·lis de Terra, finalitzant tercer.
L'any 1995 Opel es retira a nivell nacional de la competició i Climent ha de disputar la temporada del Campionat d'Espanya de Ral·lis de Terra amb un Ford Escort privat, finalitzant quart, tot i guanyar tres ral·lis. Per sort, de cara al 1996 tornaria a aconseguir un seient oficial, esdevenint pilot de Citroën, amb un Citroën ZX amb el que aconseguiria finalment alçar-se amb el títol de campió del Campionat d'Espanya de Ral·lis d'Asfalt, alçant-se amb la victòria amb sis de les proves.
L'any 1997 participa al Campionat Mundial de Ral·lis amb un Mitsubishi Lancer Evolution dins de la categoria Grup N, aconseguint importants resultats com la victòria dins de la categoria al Ral·li RAC d'Anglaterra. Finalitzaria subcampió mundial del Grup N, superat tan sols per Gustavo Trelles. A més a més, disputà les dos últimes cites del Campionat d'Espanya amb un Renault Maxi Mégane, aconseguint la victòria en totes dues proves.
De cara al 1998 comptabilitzaria el campionat d'Espanya amb el Campionat Mundial de Ral·lis. A nivell nacional quedaria subcampió, superat per Jesús Puras, mentre que a nivell mundialístic, amb un Mitsubishi Lancer de la categoria Grup N, finalitzaria tercer de la categoria, tenint la victòria al Ral·li Safari dins de la seva categoria com a resultat més destacat. L'any 1999 es centra totalment en el Mundial compaginant les actuacions amb un Mitsubishi Lancer del Grup N i un Subaru Impreza del Grup A.
L'any 2000 Climent arriba al punt àlgid de la seva carrera i es converteix en pilot oficial de Škoda Motorsport al volant d'un Škoda Octavia WRC, dins la màxima categoria del Campionat Mundial. Malauradament els resultats i la fiabilitat del cotxe no van ser els esperats, tenint un vuitè lloc al Ral·li Safari com a millor resultat de la temporada.
Després del seu pas per Škoda, l'any 2001 tan sols disputa un ral·li del Mundial, el Ral·li de Catalunya, amb un Toyota Corolla WRC. En paral·lel torna al Campionat d'Espanya, pilotant un Subaru Impreza WRC, amb el que quedaria segon del Campionat nacional de terra.
A partir de 2002 comença a disputar proves puntuals de ral·li sense aspiracions al Campionat, realitzant també algun raid com la Baja Aragón. Finalment es retirà al 2003 després d'una última temporada pilotant un Honda Civic Type-R. Un cop retirat va mantenir la seva relació amb l'automobilisme mitjançant la seva tasca a l'escola de conducció al Circuit Ricardo Tormo de València, mentre que al 2018 disputaria diversos ral·lis del Nacional de Terra.